# Pět prvků

Pět živlů (prvků)

Učení o pěti prvcích (čínsky v českém přepisu wu-sing, pchin-jinem Wǔ Xíng, znaky 五行) či pěti elementech, přesněji pěti živlech, je jedním ze základů nejen tradiční čínské medicíny, ale i jiných tradičních čínských disciplín, jako je feng-šuej, hudba, astrologie, vojenská strategie a bojová umění.
Pěti prvky jsou:
- 火 – oheň (chuo)
- 水 – voda (šuej)
- 木 – dřevo (strom; mu)
- 金 – kov (ťin)
- 土 – zem (tchu)

Pět čínských živlů (prvků) působí ve dvou protichůdných směrech podle pravidla jin a jang, temna a světla, cyklu ničení a obrody.
- V cyklu obrozování (相生) se z dřeva oheň, z ohně popel – zem, ze země se dobývá zlato, zlato se mění v tok (tekutinu), z vody rodí les.
- V cyklu ničení (相剋) dřevo prorůstá zemi, zem zasypává vodu, voda hasí oheň, oheň taví kov (zlato), zlato ničí dřevo (les).

Oba cykly regulují přírodu a jsou zdrojem její proměnlivosti.
Číňané považovali počet, číslo pět za ideální. Odpovídalo jí 5 světových stran, 5 ročních období, 5 planet, patero obilí, 5 druhů živých bytostí (živočichů), 5 tělesných orgánů, 5 barev, 5 chutí, 5 zvuků hudby, 5 ctností, 5 rysů charakteru, pět knih konfuciánství a několik set dalších sad. Veškeré činnosti se musely konat v souladu s harmonií wu-sing. Proto se např. oficiální oblečení měnilo v závislosti na ročních obdobích a provinilci byli popravovaní v době symbolické smrti podzimu.

## Charakteristika prvků
Tradiční čínská medicína vnímá pět základních prvků jako síly, které vytváří další formy bytí. Prvky jsou chápány jako projev interakce mezi jinovou a jangovou složkou čchi, které předurčí charakter věcí. K jednotlivým prvkům jsou připisována nejen roční období a světové strany, ale také orgány, tkáně, chutě atd., dále také energie větru, tepla, vlhka, sucha a chladu. Mimo to prvky a jejich uspořádání vyjadřují i vztahy uvnitř organismu. Dále jsou schopny charakterizovat typy osobnosti, fyziologické i psychologické děje. Údajně také obsahují údaje o biorytmech na všech úrovních a vztahy mezi organismem a jeho okolím.

### Dřevo
Dřevo má jangovou a teplou povahu a stejně jako kořeny stromu proniká a roztahuje se okolím. Souvisí se vším slabým, křehkým, se vším, co se právě rodí a se vším, co má rostlinný charakter. Dřevo má podlouhlou formu a teplou přirozenost. Jedinci dřeva jsou nezávislí a inteligentní, snaží se překonat vlastní hranice a jsou průkopníky nových myšlenek. Dřevu připadá východ, jaro, vítr a modrozelená barva, jeho čchi vstupuje přes játra, která řídí stoupání jangové čchi a vychází očima. Čchi dřeva se soustředí v hlavě a nemoci, které způsobuje, jde poznat na šlachách a vazivu.

### Oheň
Oheň je silně jangové a horké povahy. Souvisí se vším, co je horké a stoupá nahoru a je základem pro tvorbu jangu. Jedinec ohně propojuje prvky v celek, do světa vnáší světlo, lásku a vědomí, má osobní kouzlo a je výřečný. Ohni patří jih, léto, teplo a horko a červená barva. Jeho čchi vstupuje do těla srdcem a vystupuje ušima. Proto je srdce považováno za hlavní jangovou energii těla. 

### Zem
Zem je jinové povahy, vyživuje a dává život. Ten, kdo je pod vlivem země, sjednocuje a vytváří vzájemné vztahy. Je schopen najít, co je nejdůležitější pro efektivní spolupráci, je přizpůsobivý a důvěryhodný. Zemi patří střed, vlhko a vyskytuje se ve všech ročních obdobích. Do těla vstupuje čchi vody přes slezinu a vychází ústy a její nemoci je projevují na kořeni jazyka. Jelikož má voda vyživovací funkci, má i čchi sleziny za úkol rozvádět do těla vyživující esence a regeneruje organismus. 

### Kov
Kov patří západu a podzimu a podléhá změnám. Čchi kovu vniká do plic a vychází nosem. Jelikož je čisté přirozenosti, mají i plíce a jejich čchi za úkol udržovat vnitřní čistotu těla. Pod kov také spadá kůže, která chrání tělo před vnějškem. Nemoci, které způsobuje, se projeví na zádech a dají se poznat na pokožce a ochlupení. Jedinec kovu chrání ctnosti a zásady. Dokáže rozlišit co je dobré, a co je špatné. Je to ten, kdo stanovuje normy, míry a morální hodnoty. 

### Voda
Voda je silně jinové povahy. Jedinci vody jsou filozofy a hledají pravdu. Jsou schopni odhalit tajemství a to, co je skryté a jsou kritičtí vůči tomu, co je. Vodě patří sever, zima, chlad a černá barva. Je vlhká a prosakuje směrem dolů. Její čchi do těla vstupuje přes ledviny a vychází skrz močovou rouru a konečník. Jelikož její čchi vstupuje do těla přes ledviny, jsou právě ony místem, kde je uchována životní esence. Její nemoci se dají poznat na úponech svalů a na kostech.